# جان ليونار ماري بوازوي
د.جان ليونار ماري بُوَازُويِ (بالفرنسية: Jean Léonard Marie Poiseuille) طبيب وعالم فرنسي في الفيزياء وعلوم وظائف الأعضاء (الفيزيولوجيا) (22 أبريل 1797 - 26 ديسمبر 1869). ولد في باريس، ودرس في المدرسة متعددة التقانات فيها (École Polytechnique) بين عامي 1815 - 1816 ، حيث درس فيها الفيزياء والرياضيات.
حاز بوازييه على شهادة الدكتوراه عام 1828، وكان عنوان أطروحته أبحاث حول قوة القلب الأبهري (بالفرنسية: Recherches sur la force du coeur aortique)، حيث كان اهتمامه منصباً على تدفق دم الإنسان في الأوعية الضيقة، حيث أنه وضع قانون بوازوي «المعرفة الآن بمعادلة هاغن-بوازوي» التي تطبق على تدفق السوائل غير المضطربة من خلال الأنابيب مثل تدفق الدم في الشعيرات الدموية والأوردة.
سميت وحدة قياس اللزوجة الحركية بالبواز تكريماً لهذا العالم.

## روابط خارجية
- جان ليونار ماري بوازوي على موقع الموسوعة البريطانية (الإنجليزية)